# تکیه اوجابن
تکیه اوجابن مربوط به دوره قاجار است و در بابل، خیابان امام خمینی، محله اوجابن واقع شده و این اثر در تاریخ ۲۴ اسفند ۱۳۸۳ با شمارهٔ ثبت ۱۱۵۲۲ به‌عنوان یکی از آثار ملی ایران به ثبت رسیده است.